# INABA/SARAS
もしかして
- INABA / SALAS

ではありませんか？